# Honda Fireblade
Die Honda Fireblade (englisch für „Feuerklinge“) ist ein Motorrad der Kategorie Superbike/Supersportler des japanischen Herstellers Honda.
Der Name Fireblade steht für eine ganze Motorrad-Baureihe, welche 1992 mit der CBR 900 RR Fireblade begründet wurde. Seit 2004 hat sich der Name hubraumbedingt in CBR 1000 RR Fireblade geändert, wobei Honda die Verkaufsbezeichnung in Deutschland mittlerweile auf Fireblade reduziert hat.
Die verschiedenen Modelle der Baureihe werden durch die Kürzel SC 28, SC 33, SC 44, SC 50, SC 57, SC 59, SC 77 und SC 82 unterschieden. Sie befinden sich an vierter bis siebter Stelle der Fahrgestellnummer.
Die CBR 1000 RR Fireblade wird in Kumamoto auf der Insel Kyūshū gefertigt.

## Modellgeschichte

### SC28 (1992–1993)
Die für das Modelljahr 1992 vorgestellte Honda CBR 900 RR Fireblade, mit dem werksinternen Kürzel SC 28, war eine komplette Neuentwicklung und hatte kein Vorgängermodell. Bei der Konzeption dieses Modells hat der Entwicklungsleiter, Tadao Baba, viel Wert auf Straßentauglichkeit gelegt. Der Brückenrahmen bestand aus Aluminium-Kastenprofilen und der Motor war als tragendes Teil im Rahmen verschraubt. Das 16-Zoll-Vorderrad wurde von einer Teleskopgabel mit 45 mm Standrohrdurchmesser geführt. Die Alu-Kastenschwinge hatte geschweißte Oberzüge. Der DOHC-Reihenvierzylindermotor hatte 16 Ventile und Wasserkühlung. Zylinderbank und obere Kurbelgehäusehälfte waren einteilig gegossen. Die Gemischaufbereitung erfolgte über vier Gleichdruck-Flachschiebervergaser mit einem Durchmesser von 38 mm.

### SC28 II (1994–1995)

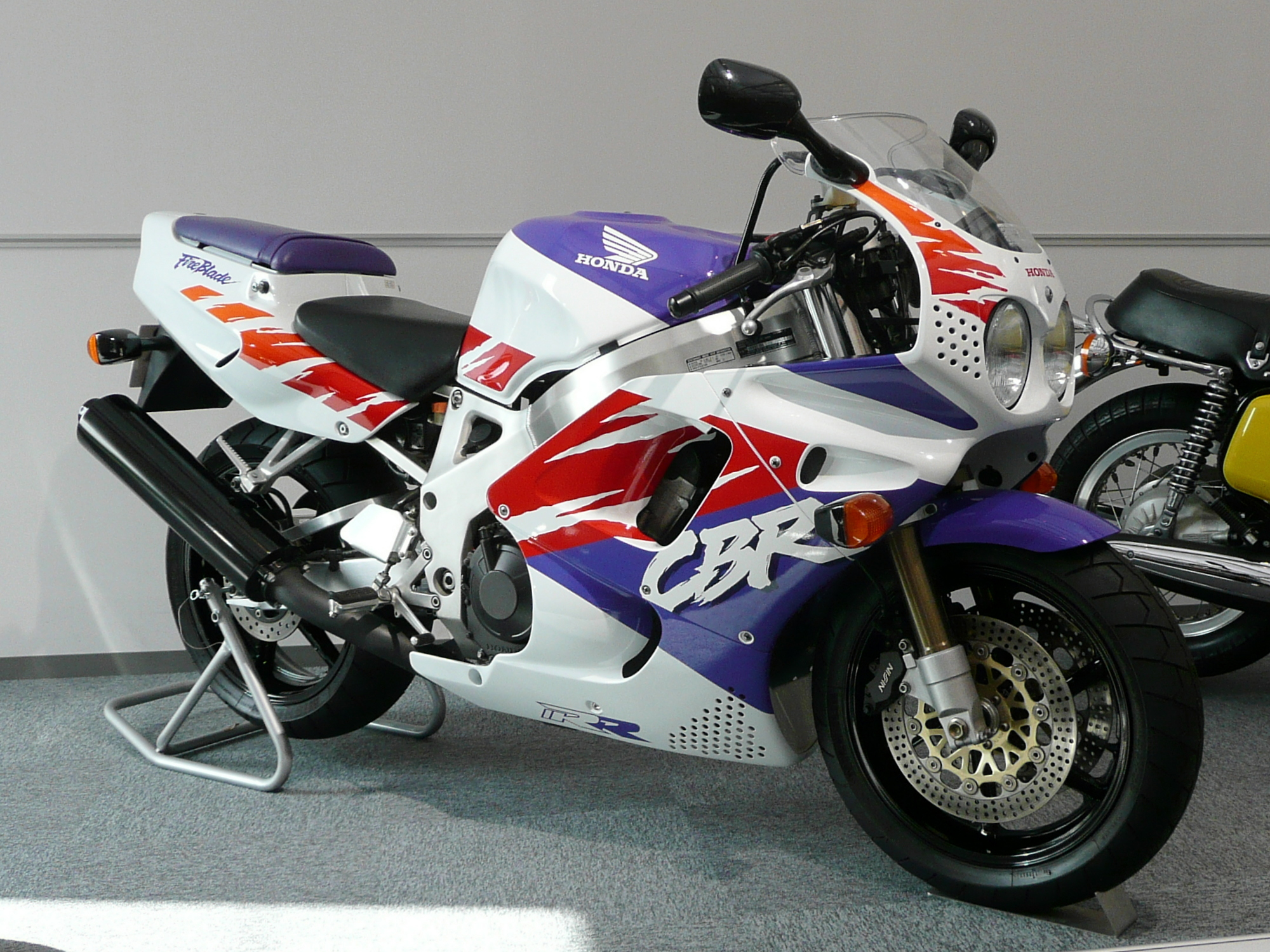
SC 28, Baujahr 1992

1994 wurde die SC 28 leicht überarbeitet. Die Änderungen waren zum Beispiel eine Druckstufenverstellung für die Gabel, Verkleidungshalter aus Aluminium, ein Multireflektor-Frontscheinwerfer der die runden Doppelscheinwerfer ersetzte und eine breitere Frontverkleidung. Der mechanische Tachoantrieb am Vorderrad wurde durch einen elektronischen Induktionsgeber ersetzt.

### SC33 (1996–1997)

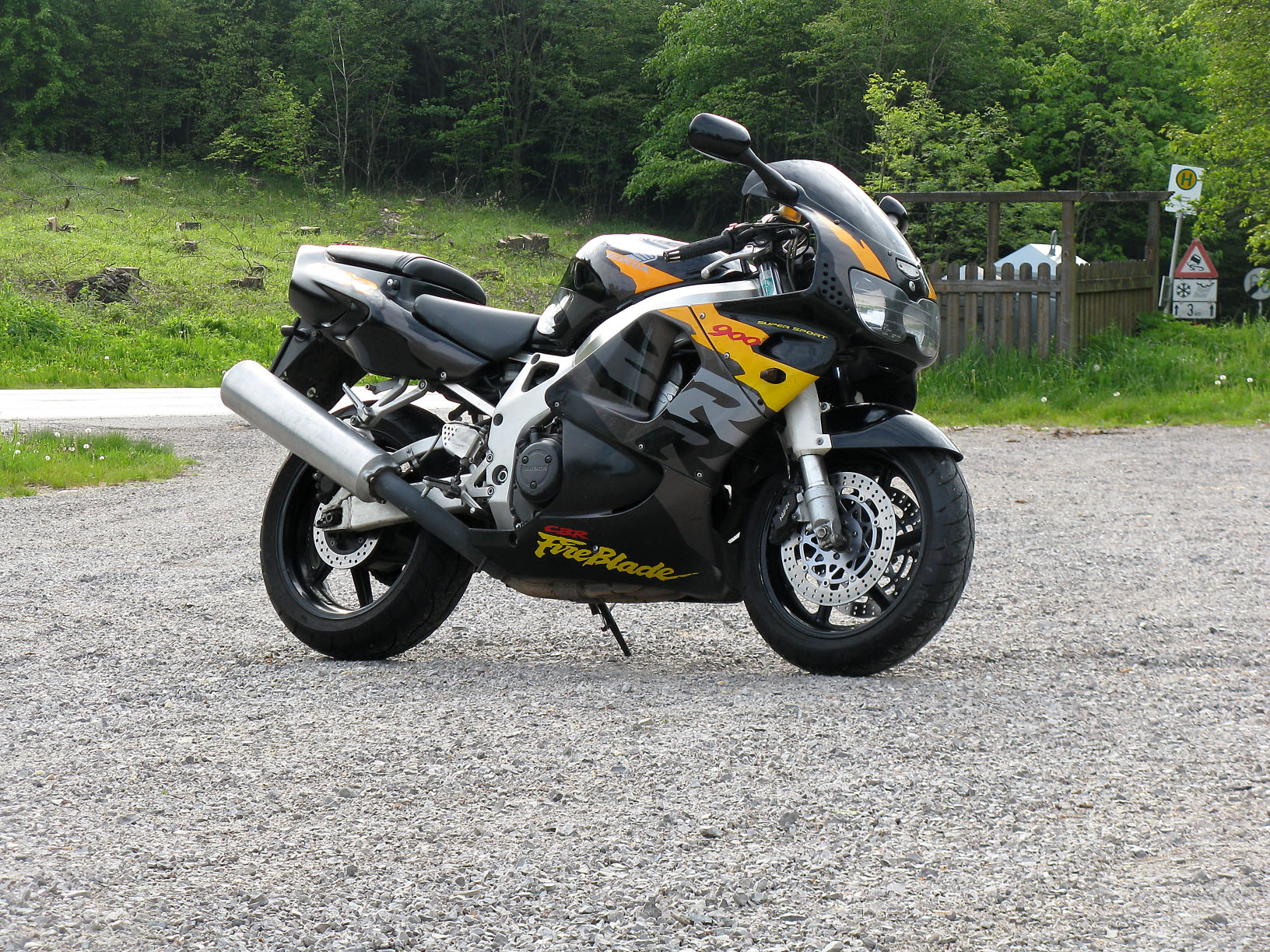
SC 33, Baujahr 1996

Für 1996 wurde die Fireblade überarbeitet und hatte nun die interne Bezeichnung SC 33. Der Hubraum stieg von 893 cm³ auf 919 cm³. Die Leistung stieg um 4 PS auf 128 PS, das Fahrzeuggewichte verringerte sich um 2 kg. Rahmen, Verkleidung und die Lampenform wurden geändert. Eine überarbeitete Tankform, anders positionierte Lenkerhälften und 10 mm mehr Sitzhöhe ergaben eine bessere Sitzergonomie. Hinzu kam eine digitale Zündanlage.

### SC33 II (1998–1999)

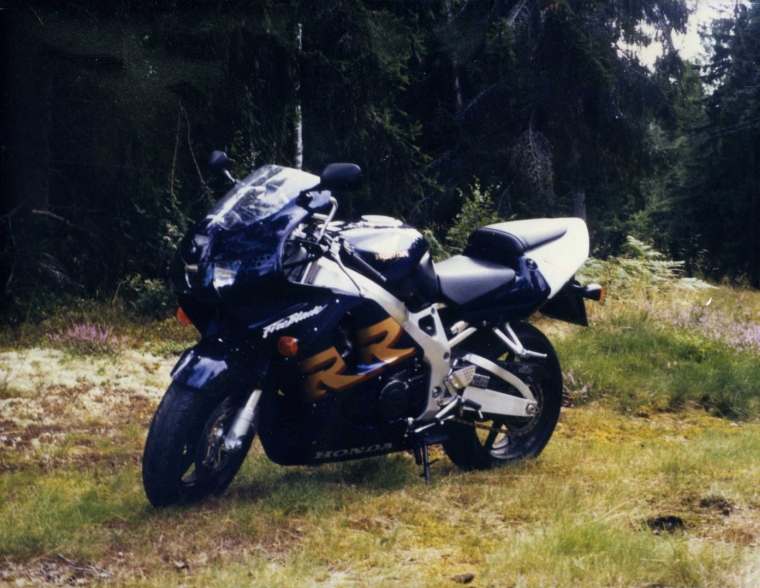
SC 33 II, Baujahr 1999

Bei der Überarbeitung für das Modelljahr 1998 wurde das Fahrzeuggewicht um weitere 3 kg verringert. Der Motor bekam Komposit-Zylinderlaufbuchsen. Dies sollte die innere Reibung minimieren. Rahmen und Gabel wurden in Details optimiert. Die Auspuffanlage bestand jetzt aus Edelstahl. Der Durchmesser der schwimmend gelagerten vorderen Bremsscheiben wuchs von 296 auf 310 mm. Das Design der Verkleidung wurde geändert. Der Scheinwerfer war größer und in der Front war mittig ein Lufteinlass.

### SC44 (2000–2001)

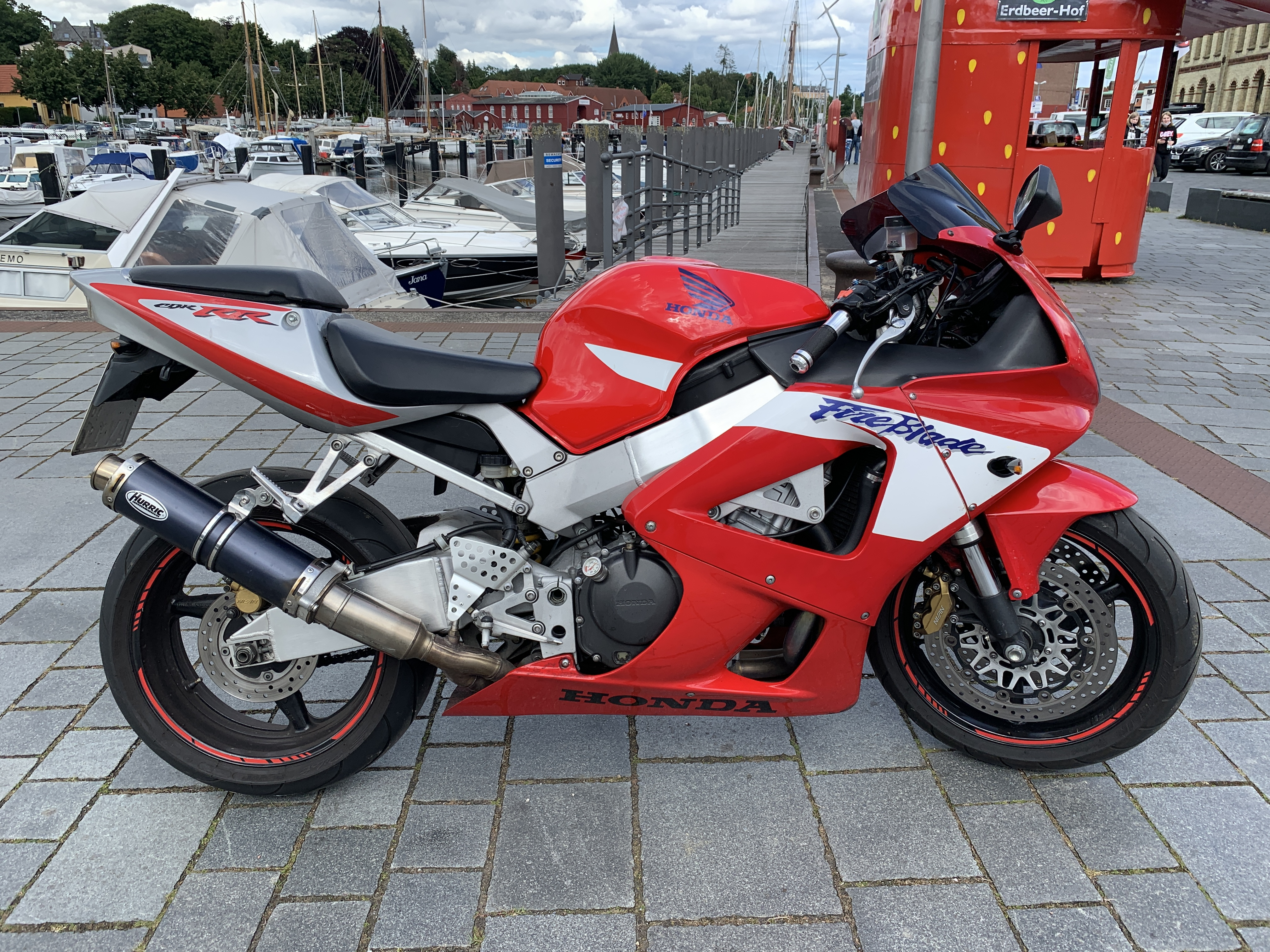
SC 44, Baujahr 2000

Für das Jahr 2000 hat Honda die Fireblade mit dem Kürzel SC 44 komplett neu konstruiert. Das Grundprinzip des Motors wurde beibehalten, der nun aber einen um 10 cm³ vergrößerten Hubraum von 929 cm³ und eine höhere Leistung von 108 kW (147 PS) hatte. Zum Einsatz kam ein völlig neues Fahrwerkskonzept, bei dem die Schwinge im Motorgehäuse gelagert war. Des Weiteren wurde die Teleskopgabel durch eine steifere Upside-Down-Gabel ersetzt und erstmals ein 17-Zoll-Vorderrad verwendet. Die Felgen hatte jetzt 3 Speichen, vorher 6. Eine elektronische Saugrohreinspritzung, von Honda PGM-FI genannt, löste die Vergasertechnik ab. Dadurch wurde die Verwendung eines geregelter 3-Wege-Katalysator ermöglicht. Außerdem war die CBR jetzt mit einer Wegfahrsperre, H.I.S.S., ausgestattet.

### SC50 (2002–2003)

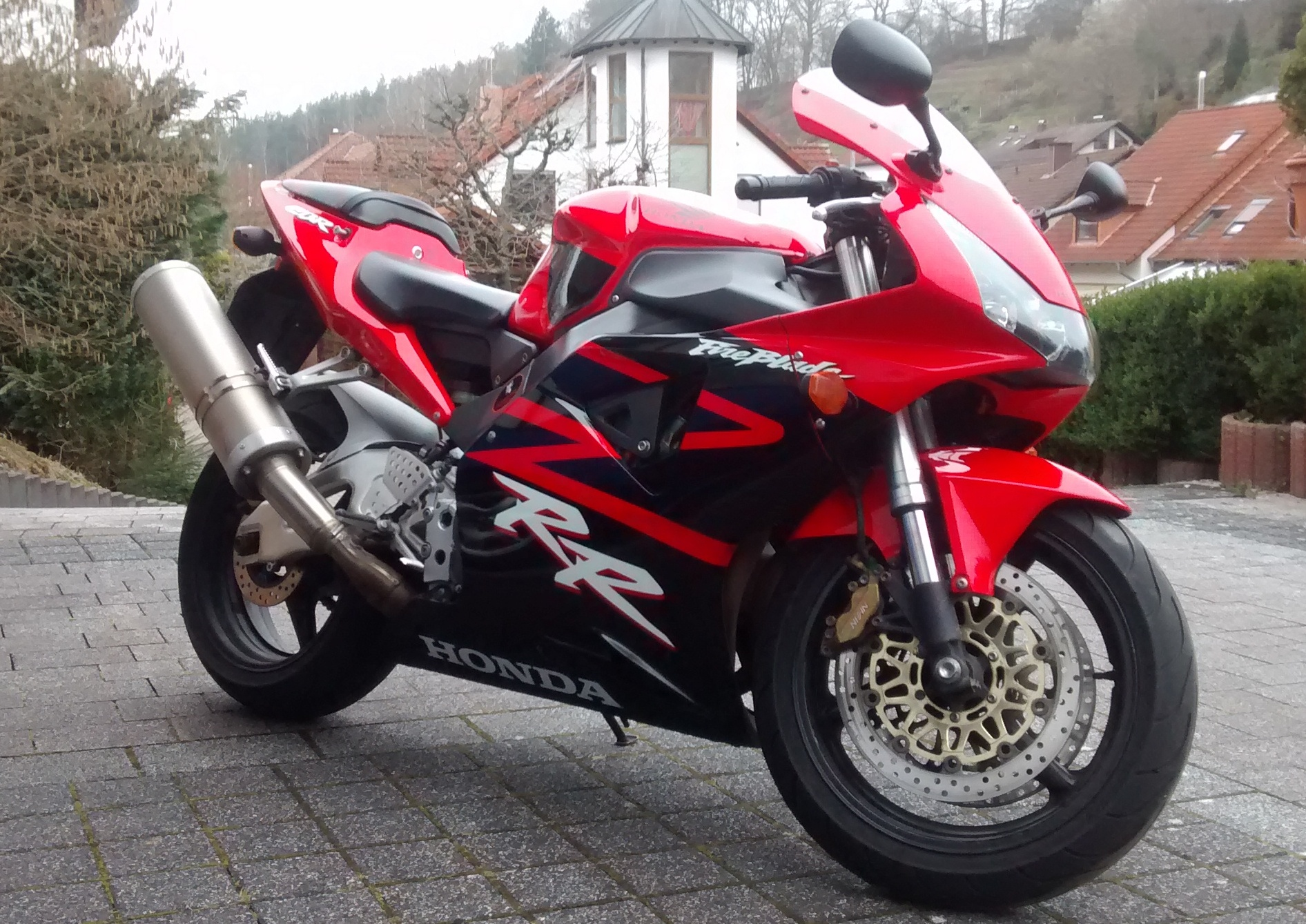
SC 50, Baujahr 2002

2002 ersetzte Honda die SC 44 durch die SC 50 mit einigen Änderungen im Design und mit Modifikationen im Motor- und Fahrwerksbereich. Die SC 50 war das letzte von Tadao Baba entwickelte Modell dieser Baureihe. Der Hubraum wurde um 25 cm³ auf 954 cm³ vergrößert und die Leistung stieg auf 150 PS. Das Verkleidungsdesign wurden aggressiver gestaltet. Im Frontbereich mit einem neuen Triple-Beam-Multireflektor-Scheinwerfer bis hin zu einer schlankeren Heckverkleidung und dem neuen Rücklicht mit LED-Technik war die Erscheinung der neuen Fireblade moderner geworden.

### SC57 (2004–2005)

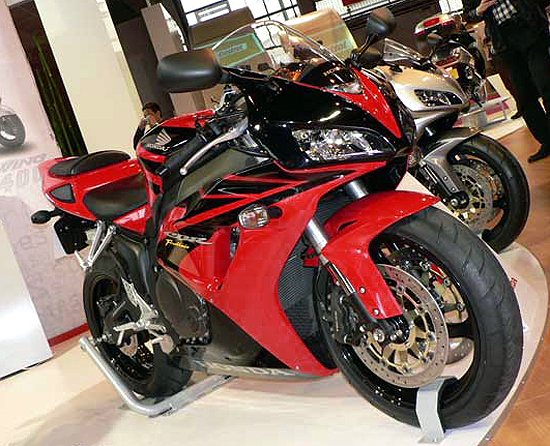
SC 57, Baujahr 2006

2004 wurde die SC 57 auf den Markt gebracht. Vorbild für dieses Modell war die Honda-RC211V-Rennmaschine aus der MotoGP. Aufgrund von Reglementänderungen in der Superbike-WM, die ab 2004 für alle 4-Zylinder-Motoren ein Hubraumlimit von 1000 cm³ erlaubt, war die CBR 1000 RR zugleich das Homologationsmodell für den Rennsport. Deshalb ist dieses Modell stärker auf den Rennstreckenbetrieb ausgelegt, was sich zum Beispiel in einem steiferen Fahrwerk und einer sportlicheren Sitzhaltung widerspiegelte. Weitere Merkmale gegenüber dem Vorgängermodell sind ein so genannter Centre-Up-Auspuff, eine hydraulisch betätigte Kupplung, Kassettengetriebe, Unit-Pro-Link-Hinterradfederung, Radialbremsen und ein elektronisch-hydraulischer Lenkungsdämpfer HESD.

### SC57 II (2006–2007)
Für das Modelljahr 2006 wurde die SC 57 leicht überarbeitet. Die Verdichtung des Motors wurde angehoben, die Ein- und Auslasskanäle überarbeitet und die Maximaldrehzahl auf 12.200 min−1 angehoben. Die Sekundärübersetzung wurde zu Gunsten besserer Elastizitätswerte etwas verkürzt (größeres Kettenrad hinten von 40 auf 42 Zähne). Fahrwerksseitig fallen die 5 mm kürzere Schwinge und der 0,25° steilere Lenkkopfwinkel auf. Beides sorgt für eine verbesserte Handlichkeit. Die Bremsscheiben wurden von 310 auf 320 mm vergrößert, sind aber trotzdem 300 g leichter. Insgesamt konnte das Trockengewicht um 6 kg reduziert werden. Mit diesem Modell gewann James Toseland 2007 die Superbike-Weltmeisterschaft.

### SC59 (2008–2016)

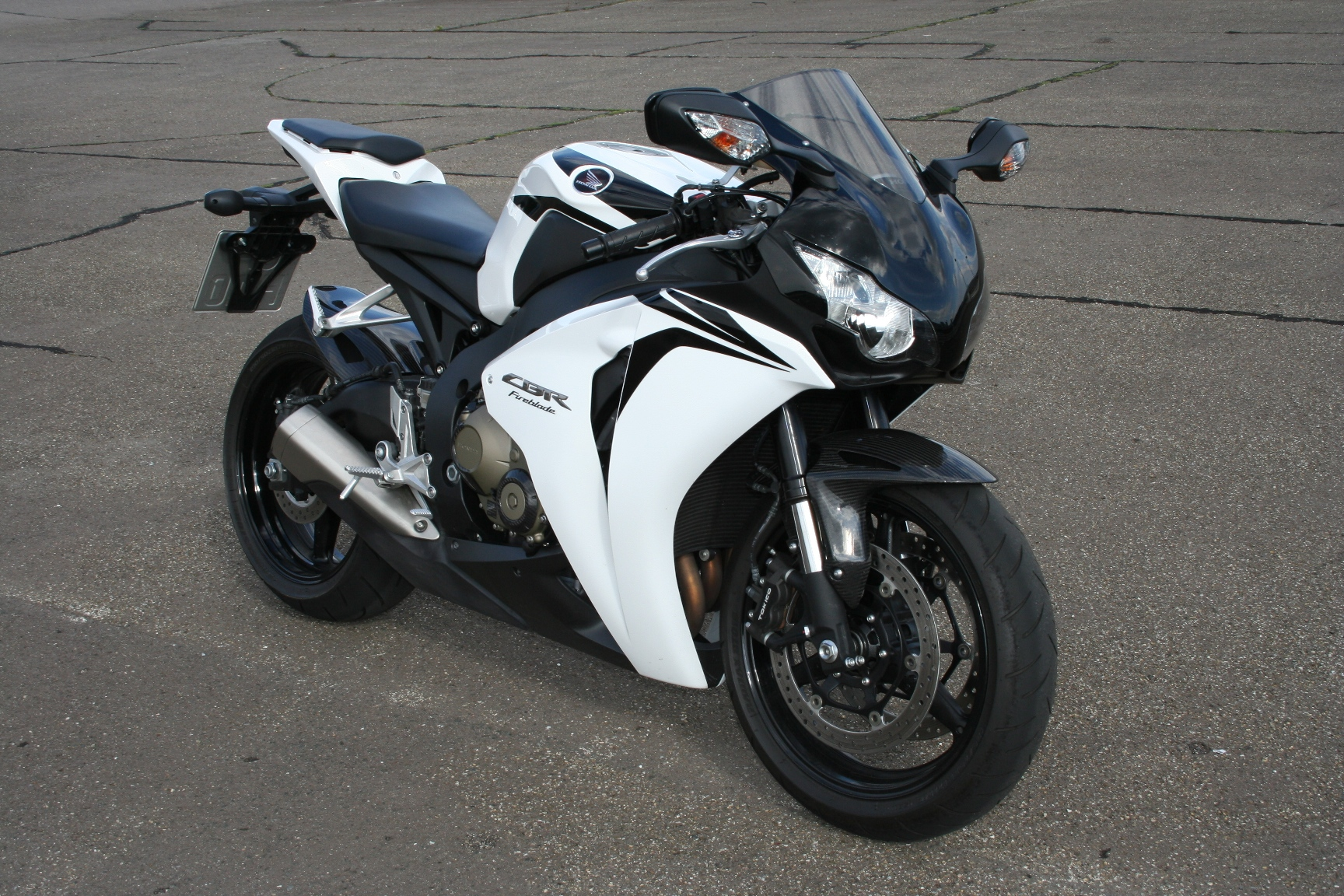
SC 59, Modelljahr 2008

Zum Modelljahr 2008 präsentierte Honda das komplett neu entwickelte Modell SC 59. Das Design unterschied sich vom Vorgängermodell vor allem durch kompaktere Proportionen und lehnte sich stärker an den aktuellen MotoGP-Renner an. Insgesamt wurde die SC 59 stärker in Richtung Rennstreckentauglichkeit ausgelegt, was sich einerseits in der Ergonomie, andererseits auch in der Fahrwerksabstimmung bemerkbar machte. Um die Fahrzeugmassen besser um den Fahrzeugschwerpunkt zentralisieren zu können, verbaute Honda eine sogenannte „Underslung“-Auspuffanlage, die kurz hinter der Fahrerfußraste endete. Dies sollte sich positiv auf das Handling auswirken. Des Weiteren konnte Honda seine Leichtbaustrategie fortsetzen, was sich in einem Fahrzeuggewicht von 199 kg vollgetankt zeigte. Damit lag man zum Teil deutlich unter den japanischen Mitbewerbern. Das neue Triebwerk wurde kurzhubiger ausgelegt und erhielt Einlassventile aus leichtem Titan. Die Höchstleistung wurde nominell um 5 kW (7 PS) auf 131 kW (178 PS) gesteigert. Erstmals setzte Honda bei der Fireblade eine Anti-Hopping-Kupplung ein.

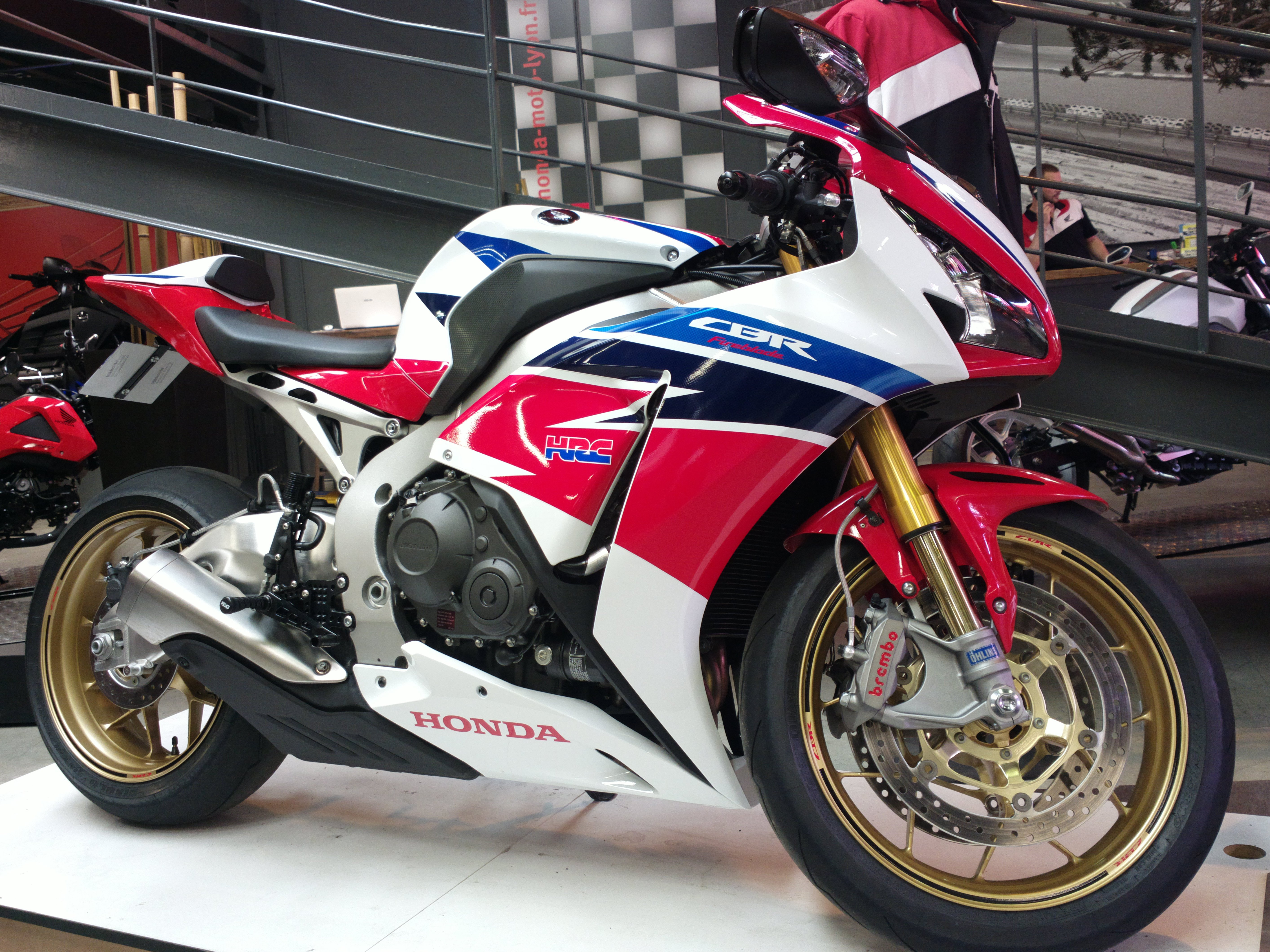
CBR 1000 RR SP

Seit 2009 bietet Honda ein dezidiert für die Fireblade entwickeltes ABS an. Dieses System wurde gemeinsam mit Nissin entwickelt und ist das weltweit erste ABS, das speziell auf die Anforderungen an Supersportmotorräder zugeschnitten ist. Während bei einem konventionellen Bremssystem der Fahrer über den Bremshebel bzw. einen Kolben den Bremsdruck direkt erzeugt, wird beim Fireblade-ABS der Bremsdruck „by-wire“ erzeugt. Der Bremshebel wirkt dabei über ein Potentiometer auf ein Steuergerät ein, welches dann über Servopumpen den Bremsdruck aufbaut. Durch den Verbund von Vorder- und Hinterradbremse, combined-ABS genannt, wird der Bremsweg verringert und gleichzeitig die Überschlagsneigung reduziert. Bei einem Ausfall der elektronischen Komponenten fällt das System in den konventionellen Modus zurück, die Bremsleistung bleibt erhalten. Der Aufpreis für das ABS beträgt 2009 laut Preisliste 1000 €.
Die erstmals vorgestellte SP-Version mit Mono-Höcker hat unter anderem Gabel und Federbein von der Firma Öhlins, einen um 1 kg leichteren Heckrahmen, bis auf ein Gramm Gewicht genau ausgesuchte Kolben und ihr Combined-ABS ist stärker für den Sporteinsatz abgestimmt.

### SC77 (2017–2019)
Dieses Modell war eine Weiterentwicklung der SC 59 und war mit 141 kW (192 PS) leistungsstärker, aber auch 16 Kilogramm leichter. Dabei wurde der Titan-Schalldämpfer 2,8 Kilogramm leichter, der Motor etwa zwei Kilogramm und der Heckrahmen 600 Gramm. Weitere technische Neuerungen waren Ride-by-Wire, Traktions- und „Wheelie-Kontrolle“, eine einstellbare Motorbremse, verschiedene Motorkennlinien, eine weichere Kupplung sowie ein TFT-Display. Dieses Modell erfüllte die Euro 4-Abgasnorm. Die Zeitschrift Motorrad ermittelte einen Testverbrauch von etwa 5,5 Litern/100 km, auf einer Landstraßenrunde nochmals etwa 1 Liter weniger.
Von der SC 77 hat Honda zwei SP-Versionen angeboten, die SP-1 und SP-2. Beide haben einen elektronischen Lenkungsdämpfer. Die SP-2 hat einen Kraftstofftank aus Titan und leichtere Marchesini-Felgen aus geschmiedetem Aluminium. Des Weiteren ist die SP-2 an Zylindern, Brennraum, Nockenwellen, Ventilen, Kolben, Zündkerzen und dem Kühlsystem überarbeitet.

### SC82 (2020–heute)

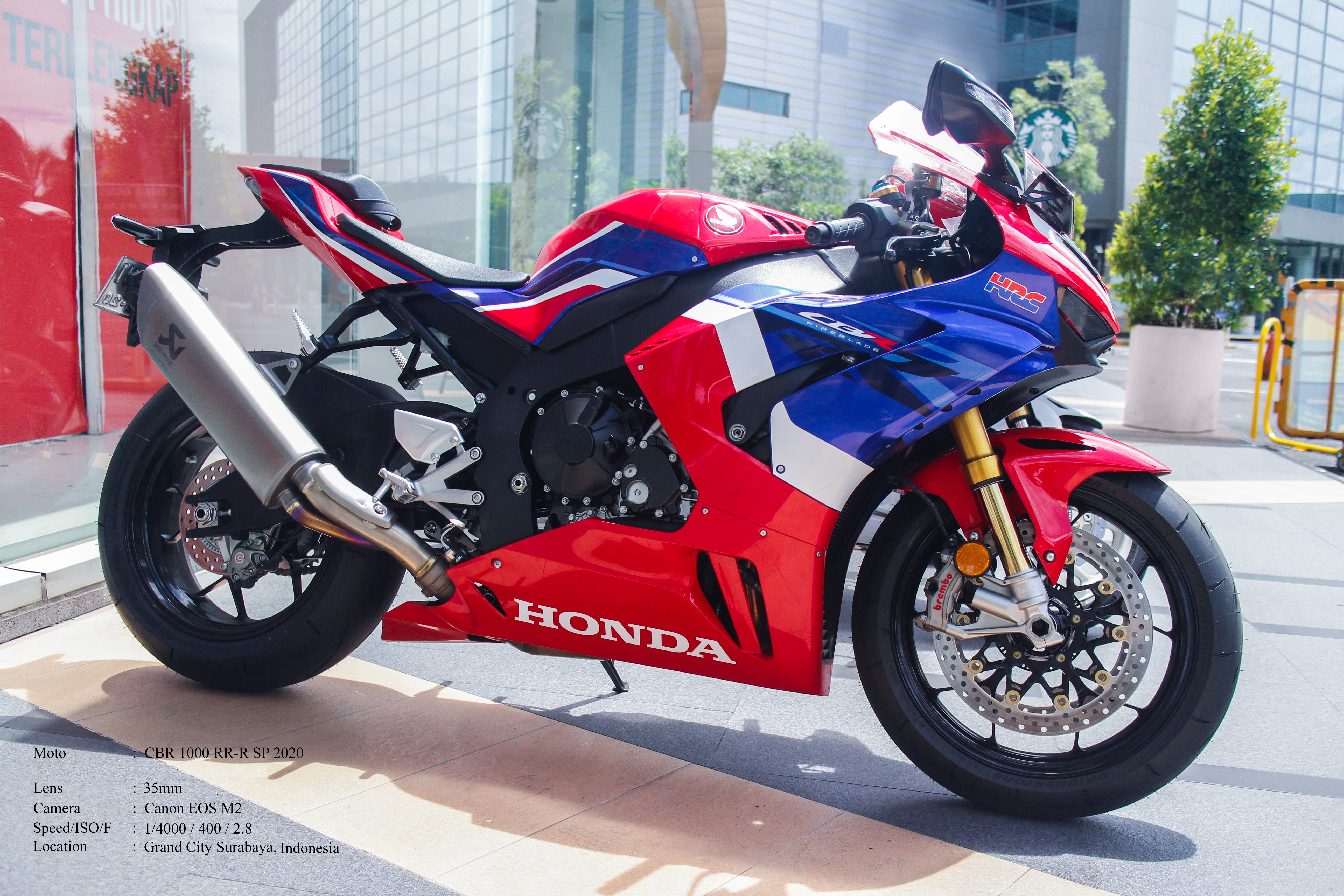
CBR 1000 RR-R SP

Im Herbst 2019 stellte Honda auf der EICMA das neue Modell CBR 1000 RR-R mit 160 kW (217 PS) bei 14.500/min vor. Ihre Verkleidung ist besonders aerodynamisch. Wie bei der Rennmaschine RC 213 V-S bestehen die Pleuel des kurzhubigen und kompakteren Motors aus Titan, die Kolben haben eine Spritzölkühlung. Der neu entwickelte Aluminiumrahmen mit von oben angeschraubtem Aluminium-Heckrahmen hat eine längere Schwinge. Die Bremsanlage hat vorn 330-mm-Scheiben mit Nissin-Vierkolbensätteln und ein zweistufiges ABS. Die SC 82 wurde zum Modelljahr 2022 unter anderem strömungstechnisch im Motor und mit kürzerer Sekundärübersetzung (Kettenrad mit 43 statt 40 Zähnen) überarbeitet.
Auch von der CBR 1000 RR-R gibt es wieder eine SP-Version. Sie hat höherwertige, elektronisch geregelte Federelemente von Öhlins, vorn Brembo-Stylema-Zangen und hinten die Brembo-Bremsanlage der Rennmaschine. Ende 2021 wurde für 2022 ein 30-Jahre-Jubiläumsmodell in begrenzter Stückzahl vorgestellt, dessen Farbgebung an die erste Fireblade aus dem Jahr 1992 erinnert.

## Technische Daten
Die nachstehenden Daten der verschiedenen Fireblade-Generationen sollen einen genaueren Einblick in die technischen Einzelheiten geben.
| Modell                           | SC 28                                                                   | SC 28 II                                                                                   | SC 33                                                                                      | SC 33 II                                                                                          | SC 44 | SC 50 | SC 57 | SC 59 | SC 77 | SC 82 |
| -------------------------------- | ----------------------------------------------------------------------- | ------------------------------------------------------------------------------------------ | ------------------------------------------------------------------------------------------ | ------------------------------------------------------------------------------------------------- | --- | --- | --- | --- | --- | --- |
| Baujahr                          | 1992–1993                                                               | 1994–1995                                                                                  | 1996–1997                                                                                  | 1998–1999                                                                                         | 2000–2001 | 2002–2003 | 2004–2007 | 2008–2016 | 2017–2019 | 2020–2025 |
| Motortyp                         | flüssigkeitsgekühlter Vierzylinder-Viertakt-Reihenmotor                 | flüssigkeitsgekühlter Vierzylinder-Viertakt-Reihenmotor                                    | flüssigkeitsgekühlter Vierzylinder-Viertakt-Reihenmotor                                    | flüssigkeitsgekühlter Vierzylinder-Viertakt-Reihenmotor                                           | flüssigkeitsgekühlter Vierzylinder-Viertakt-Reihenmotor                                                                                 | flüssigkeitsgekühlter Vierzylinder-Viertakt-Reihenmotor                                                                                  | flüssigkeitsgekühlter Vierzylinder-Viertakt-Reihenmotor                                                                                  | flüssigkeitsgekühlter Vierzylinder-Viertakt-Reihenmotor                                                                                  | flüssigkeitsgekühlter Vierzylinder-Viertakt-Reihenmotor                                                                                  | flüssigkeitsgekühlter Vierzylinder-Viertakt-Reihenmotor                                                                                  |
| Ventiltrieb                      | DOHC, 16 Ventile, Tassenstößel                                          | DOHC, 16 Ventile, Tassenstößel                                                             | DOHC, 16 Ventile, Tassenstößel                                                             | DOHC, 16 Ventile, Tassenstößel                                                                    | DOHC, 16 Ventile, Tassenstößel | DOHC, 16 Ventile, Tassenstößel | DOHC, 16 Ventile, Tassenstößel | DOHC, 16 Ventile, Tassenstößel | DOHC, 16 Ventile, Tassenstößel | DOHC, 16 Ventile, Schlepphebel |
| Hubraum                          | 893 cm³                                                                 | 893 cm³                                                                                    | 918,5 cm³                                                                                  | 918,5 cm³                                                                                         | 929 cm³ | 954 cm³ | 998,44 cm³ | 999,83 cm³ | 999,83 cm³ | 1000 cm³ |
| Bohrung und Hub                  | 70,0 × 58,0 mm                                                          | 70,0 × 58,0 mm                                                                             | 71,0 × 58,0 mm                                                                             | 71,0 × 58,0 mm                                                                                    | 74,0 × 54,0 mm | 75,0 × 54,0 mm | 75,0 × 56,5 mm | 76,0 × 55,1 mm | 76,0 × 55,1 mm | 81 × 48,5 mm |
| Verdichtungsverhältnis           | 11:1                                                                    | 11:1                                                                                       | 11:1                                                                                       | 11:1                                                                                              | 11,3:1 | 11,5:1 | 11,9:1 | 12,3:1 | 13:1 | 13,6:1 |
| Gemischaufbereitung              | 4 × 38-mm-Ø-Vergaser mit Flachschiebern                                 | 4 × 38-mm-Ø-Vergaser mit Flachschiebern                                                    | 4 × 38-mm-Ø-Vergaser mit Flachschiebern                                                    | 4 × 38-mm-Ø-Vergaser mit Flachschiebern                                                           | elektronische Saugrohreinspritzung | elektronische Saugrohreinspritzung | elektronische PGM-DSFI-Saugrohreinspritzung                                                                                              | elektronische PGM-DSFI-Saugrohreinspritzung                                                                                              | elektronische PGM-DSFI-Saugrohreinspritzung                                                                                              | elektronische PGM-DSFI-Saugrohreinspritzung                                                                                              |
| max. Leistung (offene Version)   | 92 kW (124 PS) bei 10.500 min−1                                         | 92 kW (124 PS) bei 10.500 min−1                                                            | 94 kW (128 PS) bei 10.500 min−1                                                            | 94 kW (128 PS) bei 10.500 min−1                                                                   | 108 kW (147 PS) bei 11.000 min−1 | 110 kW (150 PS) bei 11.250 min−1 | 126 kW (171 PS) bei 11.250 min−1 | 131 kW (178 PS) bei 12.000 min−1 | 141 kW (191,8 PS) bei 13.000 min−1 | 160 kW (218 PS) bei 14.000 min−1 |
| max. Drehmoment (offene Version) | 91,2 Nm bei 8.000 min−1                                                 | 91,2 Nm bei 8.000 min−1                                                                    | 91 Nm bei 8.750 min−1                                                                      | 92 Nm bei 9.500 min−1                                                                             | 103 Nm bei 9.000 min−1 | 104 Nm bei 9.500 min−1 | 115 Nm bei 8.500 min−1 | 114 Nm bei 8.500 min−1 | 114 Nm bei 11.000 min−1 | 113 Nm bei 12.000 min−1 |
| Zündung                          | Transistorzündung mit elektronischer Frühverstellung                    | Transistorzündung mit elektronischer Frühverstellung                                       | Transistorzündung mit elektronischer Frühverstellung                                       | Transistorzündung mit elektronischer Frühverstellung                                              | Digitale Zündung | Digitale Zündung | Digitale Zündung | Digitale Zündung | Digitale Zündung | Digitale Zündung |
| Getriebe                         | 6-Gang-Getriebe, manuell                                                | 6-Gang-Getriebe, manuell                                                                   | 6-Gang-Getriebe, manuell                                                                   | 6-Gang-Getriebe, manuell                                                                          | 6-Gang-Getriebe, manuell | 6-Gang-Getriebe, manuell | 6-Gang-Getriebe, manuell | 6-Gang-Getriebe, manuell | 6-Gang-Getriebe, manuell | 6-Gang-Getriebe, manuell |
| Endantrieb                       | O-Ring-Kette                                                            | O-Ring-Kette                                                                               | O-Ring-Kette                                                                               | O-Ring-Kette                                                                                      | O-Ring-Kette | O-Ring-Kette | O-Ring-Kette | O-Ring-Kette | O-Ring-Kette | O-Ring-Kette |
| Kupplung                         | mechanisch betätigte Mehrscheiben-Kupplung im Ölbad                     | mechanisch betätigte Mehrscheiben-Kupplung im Ölbad                                        | mechanisch betätigte Mehrscheiben-Kupplung im Ölbad                                        | mechanisch betätigte Mehrscheiben-Kupplung im Ölbad                                               | mechanisch betätigte Mehrscheiben-Kupplung im Ölbad                                                                                     | mechanisch betätigte Mehrscheiben-Kupplung im Ölbad                                                                                      | mechanisch betätigte Mehrscheiben-Kupplung im Ölbad                                                                                      | mechanisch betätigte Mehrscheiben-Anti-Hopping-Kupplung im Ölbad                                                                         | mechanisch betätigte Mehrscheiben-Anti-Hopping-Kupplung im Ölbad                                                                         | mechanisch betätigte Mehrscheiben-Anti-Hopping-Kupplung im Ölbad                                                                         |
| Radaufhängung vorne              | 45 mm-Ø-Teleskopgabel, Zugstufendämpfung einstellbar                    | 45 mm-Ø-Teleskopgabel, einstellbare Vorspannung, Zug- und Druckstufe                       | 45 mm-Ø-Teleskopgabel, einstellbare Vorspannung, Zug- und Druckstufe                       | 45-mm-Ø-H.M.A.S.-Teleskopgabel mit stufenlos einstellbarer Vorspannung, Zug- und Druckstufe       | 43 mm-Ø-H.M.A.S.-Upside-Down-Gabel, stufenlos einstellbare Vorspannung, Zug- und Druckstufe                                             | 43 mm-Ø-H.M.A.S.-Upside-Down-Gabel, stufenlos einstellbare Vorspannung, Zug- und Druckstufe                                              | voll einstellbare 43 mm Upside-Down-Gabel                                                                                                | voll einstellbare 43 mm Upside-Down-Gabel                                                                                                | voll einstellbare 43 mm Upside-Down-Gabel                                                                                                | voll einstellbare 43 mm Upside-Down-Gabel                                                                                                |
| Federweg vorn                    | 120 mm                                                                  | 120 mm                                                                                     | 120 mm                                                                                     | 120 mm                                                                                            | 120 mm | 120 mm | 120 mm | 120 mm | 120 mm | 120 mm |
| Radaufhängung hinten             | Pro-Link-Zentralfederbein, Zugstufendämpfung einstellbar                | Pro-Link-Schwinge mit Dämpfer und stufenlos einstellbarer Vorspannung, Zug- und Druckstufe | Pro-Link-Schwinge mit Dämpfer und stufenlos einstellbarer Vorspannung, Zug- und Druckstufe | Pro-Link-Schwinge mit H.M.A.S.-Gasdruckdämpfer, Federvorspannung, Zug- und Druckstufe einstellbar | Schwinge mit Pro-Link-System und H.M.A.S.-Gasdruckfederbein, Vorspannung 13-fach verstellbar, Zug- und Druckstufe stufenlos einstellbar | Schwinge mit Pro-Link-System und H.M.A.S.-Gasdruck-Federbein, Vorspannung 13-fach verstellbar, Zug- und Druckstufe stufenlos einstellbar | Unit Pro Link Aluminium-Zweiarmschwinge mit gasdruckunterstütztem Federbein, einstellbare Federvorspannung, Zug- und Druckstufendämpfung | Unit Pro Link Aluminium-Zweiarmschwinge mit gasdruckunterstütztem Federbein, einstellbare Federvorspannung, Zug- und Druckstufendämpfung | Unit Pro Link Aluminium-Zweiarmschwinge mit gasdruckunterstütztem Federbein, einstellbare Federvorspannung, Zug- und Druckstufendämpfung | Unit Pro Link Aluminium-Zweiarmschwinge mit gasdruckunterstütztem Federbein, einstellbare Federvorspannung, Zug- und Druckstufendämpfung |
| Federweg hinten                  | 120 mm                                                                  | 120 mm                                                                                     | 125 mm                                                                                     | 125 mm                                                                                            | 135 mm | 120 mm | 135 mm | 135 mm | 137 mm (133 mm bei der SP) | 137 mm |
| Felgen                           | Aluminiumgussfelgen mit 6 Profilspeichen                                | Aluminiumgussfelgen mit 6 Profilspeichen                                                   | Aluminiumgussfelgen mit 6 Profilspeichen                                                   | Aluminiumgussfelgen mit 6 Profilspeichen                                                          | hohlgegossene 3-Speichen-Aluminiumfelgen                                                                                                | hohlgegossene 3-Speichen-Aluminiumfelgen                                                                                                 | hohlgegossene 3-Speichen-Aluminiumfelgen                                                                                                 | hohlgegossene 3-Speichen-Aluminiumfelgen                                                                                                 | Aluminiumgussfelgen mit 6 Y-Profilspeichen                                                                                               | Aluminiumgussfelgen mit 6 Y-Profilspeichen                                                                                               |
| Felgengröße                      | vorne 3,50 x 16, hinten 5,50 x 17                                       | vorne 3,50 x 16, hinten 5,50 x 17                                                          | vorne 3,50 x 16, hinten 5,50 x 17                                                          | vorne 3,50 x 16, hinten 5,50 x 17                                                                 | vorne 3,50 x 17, hinten 6,00 x 17 | vorne 3,50 x 17, hinten 6,00 x 17 | vorne 3,50 x 17, hinten 6,00 x 17 | vorne 3,50 x 17, hinten 6,00 x 17 | vorne 3,50 x 17, hinten 6,00 x 17 | vorne 3,50 x 17, hinten 6,00 x 17 |
| Bereifung vorne                  | 130/70 ZR 16                                                            | 130/70 ZR 16                                                                               | 130/70 ZR 16                                                                               | 130/70 ZR 16                                                                                      | 120/70 ZR 17 (58 W) | 120/70 ZR 17 (58 W) | 120/70 ZR 17 (58 W) | 120/70 ZR 17 (58 W) | 120/70 ZR 17 (58 W) | 120/70 ZR 17 (58 W) |
| Bereifung hinten                 | 180/55 ZR 17                                                            | 180/55 ZR 17                                                                               | 180/55 ZR 17                                                                               | 180/55 ZR 17                                                                                      | 190/50 ZR 17 (73 W) | 190/50 ZR 17 (73 W) | 190/50 ZR 17 (73 W) | 190/50 ZR 17 (73 W) | 190/50 ZR 17 (73 W) | 200/55 ZR 17 |
| Bremsen vorne                    | Doppelscheibenbremse mit Vierkolbenbremssätteln und Sintermetallbelägen | Doppelscheibenbremse mit Vierkolbenbremssätteln und Sintermetallbelägen                    | Doppelscheibenbremse mit Vierkolbenbremssätteln und Sintermetallbelägen                    | Doppelscheibenbremse mit Vierkolbenbremssätteln und Sintermetallbelägen                           | Doppelscheibenbremse mit Vierkolbenbremssätteln und Sintermetallbelägen                                                                 | Doppelscheibenbremse mit Vierkolbenbremssätteln und Sintermetallbelägen                                                                  | Doppelscheibenbremse mit Vierkolbenbremssätteln und Sintermetallbelägen                                                                  | Doppelscheibenbremse mit Vierkolbenbremssätteln und Sintermetallbelägen                                                                  | Doppelscheibenbremse mit Vierkolbenbremssätteln und Sintermetallbelägen                                                                  | Doppelscheibenbremse mit Vierkolbenbremssätteln und Sintermetallbelägen                                                                  |
| Bremsen Ø vorne                  | 296 mm                                                                  | 296 mm                                                                                     | 296 mm                                                                                     | 310 mm                                                                                            | 330 mm | 330 mm | 320 mm | 320 mm | 320 mm | 330 mm |
| Bremsen hinten                   | Einscheibenbremse mit Einkolbenbremssattel und Sintermetallbelägen      | Einscheibenbremse mit Einkolbenbremssattel und Sintermetallbelägen                         | Einscheibenbremse mit Einkolbenbremssattel und Sintermetallbelägen                         | Einscheibenbremse mit Einkolbenbremssattel und Sintermetallbelägen                                | Einscheibenbremse mit Einkolbenbremssattel und Sintermetallbelägen                                                                      | Einscheibenbremse mit Einkolbenbremssattel und Sintermetallbelägen                                                                       | Einscheibenbremse mit Einkolbenbremssattel und Sintermetallbelägen                                                                       | Einscheibenbremse mit Einkolbenbremssattel und Sintermetallbelägen                                                                       | Einscheibenbremse mit Einkolbenbremssattel und Sintermetallbelägen                                                                       | Einscheibenbremse mit Einkolbenbremssattel und Sintermetallbelägen                                                                       |
| Bremsen Ø hinten                 | 220 mm                                                                  | 220 mm                                                                                     | 220 mm                                                                                     | 220 mm                                                                                            | 220 mm | 220 mm | 220 mm | 220 mm | 220 mm | 220 mm |
| Abmessungen (L×B×H)              | 2.030 × 685 × 1.115 mm                                                  | 2.030 × 685 × 1.130 mm                                                                     | 2.135 × 675 × 1.130 mm                                                                     | 2.040 × 685 × 1.135 mm                                                                            | 2.040 × 685 × 1.135 mm | 2.065 × 680 × 1.125 mm | 2.023 × 712 × 1.133 mm | 2.080 × 825 × 1.410 mm | 2.065 × 720 × 1.125 mm | 2.100 × 745 × 1.140 mm |
| Radstand                         | 1.405 mm                                                                | 1.405 mm                                                                                   | 1.405 mm                                                                                   | 1.405 mm                                                                                          | 1.400 mm | 1.400 mm | 1.412 mm | 1.410 mm | 1.405 mm | 1.450 mm |
| Sitzhöhe                         | 800 mm                                                                  | 800 mm                                                                                     | 810 mm                                                                                     | 810 mm                                                                                            | 815 mm | 815 mm | 820 mm | | 832 mm (820 mm bei der SP) | 830 mm |
| Tankinhalt                       | 18 Liter                                                                | 18 Liter                                                                                   | 18 Liter                                                                                   | 18 Liter                                                                                          | 18 Liter | 18 Liter | 18 Liter | 18 Liter | 16,2 Liter | 16,1 Liter |
| Trockengewicht                   | 185 kg                                                                  | 185 kg                                                                                     | 183 kg                                                                                     | 180 kg                                                                                            | 170 kg | 168 kg | 179 kg | | | |
| Gewicht (fahrfertig-vollgetankt) | 206 kg                                                                  | 206 kg                                                                                     | 205 kg                                                                                     | 202 kg                                                                                            | | 196 kg | 208 kg | ohne/mit ABS: 199 kg/210 kg | 196 kg (195 kg bei der SP) | 200 kg |
| max. Zuladung                    |                                                                         |                                                                                            |                                                                                            |                                                                                                   | | | 180 kg | | 180 kg (110 kg bei der SP) | |
| Zul. Gesamtgewicht               |                                                                         |                                                                                            |                                                                                            |                                                                                                   | | | | 379 kg | 376 kg (305 kg bei der SP) | |

- Starter: Elektrostarter